# David García (Radsportler)

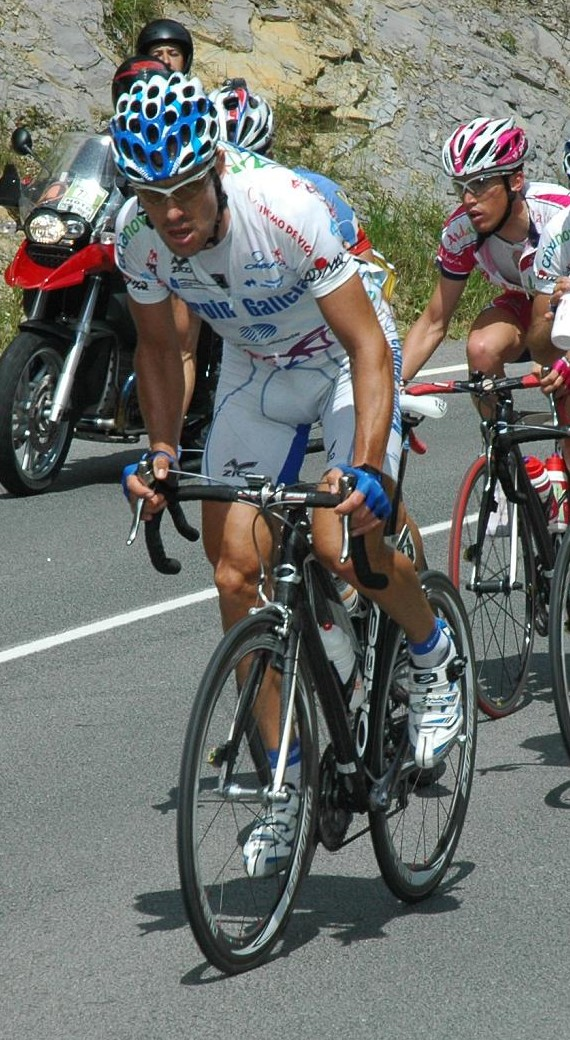
David García, 2008

David García da Pena (* 30. September 1977 in Pontevedra) ist ein ehemaliger spanischer Radrennfahrer.
David García begann seine Karriere 1999 bei dem portugiesischen Radsportteam L.A.-Pecol. Im nächsten Jahr wechselte er zu Cantanhede-Marques de Marialva, wo er 2001 eine Etappe beim Grand Prix Philips gewann. 2003 gewann er eine Etappe beim Grand Prix Cantanhede und er war zweimal beim Grand Prix Abimota erfolgreich. Zur Saison 2004 wechselte er wieder zurück zu L.A.-Pecol, wo er jeweils ein Teilstück der Volta a Terras de Santa Maria und der Volta a Tras os Montes e Alto Duoro gewann. 2005 war er auf der vierten Etappe des Grand Prix Abimota erfolgreich und 2006 gewann er die erste Etappe der Volta a Terras de Santa Maria. Ab 2007 fuhr García für das spanische Professional Continental Team Karpin Galicia. Dort startete er bei der Vuelta a España, wo er zweimal in die Top Ten kam und in der Gesamtwertung den 23. Platz belegte. 2008 gewann er die Gesamtwertung der Presidential Cycling Tour of Turkey. Bei der Vuelta a España 2010 belegte er in der Gesamtwertung Platz elf.
Ende September 2010 wurde bekannt, dass García zusammen mit seinem damaligen Teamkollegen Ezequiel Mosquera positiv auf ein EPO-verschleierndes Präparat getestet wurde. Ende der Saison 2010 beendete er seine Karriere als aktiver Berufsradfahrer. Eine zweijährige Dopingsperre sprach der spanische Radsportverband am 27. Januar 2011 aus.

## Erfolge
2008
- Gesamtwertung Presidential Cycling Tour of Turkey
- eine Etappe Vuelta a España

2009
- eine Etappe Presidential Cycling Tour
- Gesamtwertung Vuelta a la Rioja

## Teams
- 1999 L.A.-Pecol
- 2000 Cantanhede-Marques de Marialva
- 2001 Cantanhede-Marques de Marialva
- 2002 Cantanhede-Marques de Marialva
- 2003 Cantanhede-Marques de Marialva
- 2004 L.A.-Pecol
- 2005 L.A.-Liberty
- 2006 L.A. Aluminios-Liberty Seguros
- 2007 Karpin Galicia
- 2008 Karpin Galicia / Xacobeo Galicia
- 2009 Xacobeo Galicia
- 2010 Xacobeo Galicia